# AW Architektur & Wohnen
AW Architektur & Wohnen ist eine Zeitschrift für Wohnen, Architektur, Garten, Design und Style aus Deutschland. Das Magazin erscheint eigenständig seit 1968 im Hamburger Jahreszeiten Verlag.

## Geschichte
Die Zeitschrift ging aus dem Magazin Film und Frau hervor, das 1957 ein erstes Sonderheft zum Thema Architektur veröffentlichte. Von 1960 bis 1966 erschienen jährlich zwei Sonderhefte. 1968 hieß die Publikation Architektur und kultiviertes Wohnen, ein Jahr später bekam sie den Namen Architektur & Wohnen. Die Erscheinungsfrequenz stieg über die Jahre, seit 1985 wird das Heft alle zwei Monate veröffentlicht.
Architektur & Wohnen stellt neben internationalen Häusern und Wohnungen sowie Gärten und Parks Designer und Architekten in Porträts vor, begleitet durch Bildstrecken. Bereits 1999 erhielt das Magazin den Lead Award der Akademie Bildsprache und wurde mehrfach mit den DDC Awards ausgezeichnet sowie für den Designpreis der Bundesrepublik Deutschland (inzwischen German Design Award) nominiert.
Den German Design Award 2013 des Rats für Formgebung erhielt die Zeitschrift in der Kategorie „Communication Tools“ für den Designpreis „Designer des Jahres“.

## Auszeichnungen

### Designer des Jahres
Seit 1997 vergibt die Zeitschrift den internationalen Preis „Designer des Jahres“ und den damit verbundenen Mentorpreis für Nachwuchstalente. Neben der Würdigung in der jeweils ersten Ausgabe eines Jahres findet eine Ausstellung der Preisträger statt. Erster Designer des Jahres wurde der italienische Industriedesigner Achille Castiglioni, der Konstantin Grcic für den Mentorpreis vorschlug. Grcic wurde zehn Jahre später selbst A&W-Designer des Jahres. Weitere Preisträger (Auswahl): Philippe Starck, Antonio Citterio, Alfredo Häberli, Tokujin Yoshioka, Patricia Urquiola und Werner Aisslinger (2014). Die Preisträger „Designer des Jahres 2013“ waren die Brüder Ronan & Erwan Bouroullec, die für den Mentorpreis den Produktdesigner Miguel Vieira Baptista nominierten. Werner Aisslinger (Designer des Jahres 2014) benannte Gesa Hansen.
| Jahr | Name                     | Sitz           |
| ---- | ------------------------ | -------------- |
| 1997 | Achille Castiglioni      | Italien        |
| 1998 | Ingo Maurer              | Deutschland    |
| 1999 | Phillippe Starck         | Frankreich     |
| 2000 | Paola Navone             | Spanien        |
| 2001 | Ross Lovegrove           | Großbritannien |
| 2002 | Antonio Citterio         | Italien        |
| 2003 | Ulf Moritz               | Deutschland    |
| 2004 | Ron Arad                 | Großbritannien |
| 2005 | Richard Sapper           | Deutschland    |
| 2006 | Gaetano Pesce            | USA            |
| 2007 | Konstantin Grcic         | Deutschland    |
| 2008 | Tom Dixon                | Großbritannien |
| 2009 | Alfredo Häberli          | Schweiz        |
| 2010 | Front                    | Schweden       |
| 2011 | Tokujin Yoshioka         | Japan          |
| 2012 | Patricia Urquiola        | Italien        |
| 2013 | Ronan & Erwan Bouroullec | Frankreich     |
| 2014 | Werner Aisslinger        | Deutschland    |
| 2015 | Michele de Lucchi        | Italien        |
| 2016 | Jasper Morrison          | Großbritannien |
| 2017 | Alessandro Mendini       | Italien        |
| 2018 | Marcel Wanders           | Niederlande    |
| 2019 | Nendo                    | Japan          |
| 2020 | Raw-Edges                | Großbritannien |
| 2021 | Piero Lissoni            | Italien        |
| 2022 | Stefan Diez              | Deutschland    |
| 2023 | Monika Förster           | Deutschland    |
| 2024 | Jaime Hayon              | Spanien        |

### Architekt des Jahres
Am 10. Mai 2012 in Hamburg verlieh die Zeitschrift erstmals den Preis „Architekt des Jahres“. Im Vorwege nominierte Architektur & Wohnen drei Architekturbüros und ließ die Leser und Online-User der Zeitschrift abstimmen. Das Rotterdamer Architektenbüro MVRDV ging als Sieger hervor. MVRDV wiederum nominierte die Landschaftsarchitektin Anouk Vogel für den zur Verleihung gehörenden USM-Mentorpreis für Architektur by A&W.
| Jahr | Name                     | Sitz        |
| ---- | ------------------------ | ----------- |
| 2012 | MVRDV                    | Niederlande |
| 2013 | Bjarke Ingels Group      | Dänemark    |
| 2014 | gmp                      | Deutschland |
| 2015 | Schneider + Schumacher   | Deutschland |
| 2016 | Matteo Thun              | Italien     |
| 2017 | Ben van Berkel           | Niederlande |
| 2018 | Alberto Kalach           | Mexiko      |
| 2019 | Dorte Mandrup            | Dänemark    |
| 2020 | Architekturbüro Snøhetta | Norwegen    |
| 2021 | Francis Kéré             | Deutschland |
| 2022 | Tatiana Bilbao Estudio   | Mexiko      |
| 2023 | Sou Fujimoto             | Japan       |
| 2024 | Christoph Ingenhoven     | Deutschland |